# Paramysis proconnesia
Paramysis proconnesia är en kräftdjursart som beskrevs av Colosi 1922. Paramysis proconnesia ingår i släktet Paramysis och familjen Mysidae. Inga underarter finns listade i Catalogue of Life.